# Borboropactus hainanus
Borboropactus hainanus är en spindelart som beskrevs av Song 1993. Borboropactus hainanus ingår i släktet Borboropactus och familjen krabbspindlar. Inga underarter finns listade.